# Mauritius Klieber
Mauritius Klieber (* 28. Juni 1877 in Wien; † 18. Februar 1949 ebenda) war ein österreichischer Politiker (CSP) und Magistratsbeamter. Klieber war von 1926 bis 1927 Abgeordneter zum  Nationalrat und von 1924 bis 1936 Abgeordneter zum Landtag von Niederösterreich.
Nach dem Besuch der Volksschule absolvierte Klieber die Mittelschule und leistete seinen Militärdienst ab. Beruflich war er als Magistratsbedienster aktiv, wobei er den Amtstitel Hofrat trug. Klieber lebte in Mauer bei Wien und war Mitglied des örtlichen Gemeinderates. Zudem wirkte er als Geschäftsführender und Erster Vizepräsident des christlich-sozialen Volksverbandes für Niederösterreich. Klieber vertrat die Christlichsoziale Partei zwischen dem 8. April 1924 und dem 5. November 1926 im Landtag von Niederösterreich (I. Gesetzgebungsperiode) und wechselte im Anschluss in den Nationalrat (II. Gesetzgebungsperiode), dem er vom 22. Oktober 1926 bis zum 18. Mai 1927 angehörte. Nach seinem Ausscheiden gehörte Klieber dem Landtag von Niederösterreich erneut zwischen dem 20. Mai 1927 und dem 30. Oktober 1934 an (II. und III. Gesetzgebungsperiode). Zudem war Klieber im Ständischen Landtag von Niederösterreich zwischen dem 22. November 1934 und dem 1. August 1936 als Vertreter für den öffentlichen Dienst ebenfalls Mitglied des Landtages.